# 木本元敬
木本 元敬（きもと げんけい、1920年（大正9年）2月22日 - 2014年（平成26年）9月12日）は、日本の実業家。西日本鉄道第11代社長（1981年 - 1985年）を務めた。

## 人物
福岡県北九州市出身。福岡県立小倉高等学校、京都帝国大学卒業。1942年（昭和17年）に西鉄の前身となる九州電気軌道に入社し、専務、副社長を経て社長に就任した。専務時代の1970年（昭和45年）には、プロ野球西鉄ライオンズのオーナーに就任、黒い霧事件の処理におわれたが、1972年（昭和47年）に球団の身売りを決断した。副社長時代はバスのワンマン化、社長時代はバス事業や不動産事業、物流事業の拡大など経営の多角化を進めた。社長退任後は同社会長、相談役を歴任した。そのほか、九州鉄道協会会長、日本経済団体連合会理事などを務めた。1980年（昭和55年）に紫綬褒章、1996年（平成8年）に勲二等瑞宝章を受章した。
第二次世界大戦で陸軍の歩兵部隊に入隊したが、フィリピン戦線で負傷したため部隊を離脱。部隊はその後全滅し、九死に一生を得た。この経験から「私は一度無くしたはずの命を与えられた」と言って、西鉄や地域の発展に尽くすことを自らに課し、仕事に打ち込んだという。

## 略歴
- 1965年（昭和40年）11月　 取締役
- 1967年（昭和42年）11月　 常務取締役
- 1970年（昭和45年）5月　 代表取締役専務取締役
- 1970年（昭和50年）6月　 代表取締役副社長
- 1981年（昭和56年）6月　 代表取締役社長
- 1985年（昭和60年）6月　 取締役会長
- 1991年（平成3年）6月　 相談役
- 2014年 (平成26年) 9月 死去。94歳没。